# Илиодор (Вавилов)
Игу́мен Илиодо́р (в миру Илья́ Его́рович Вави́лов; 1817—1865) — игумен Туруханского Троицкого монастыря Русской православной церкви и педагог.

## Биография
Илья Вавилов родился в 1817 году в Тобольской губернии в семье диакона. Получил образование в Тобольской духовной семинарии.

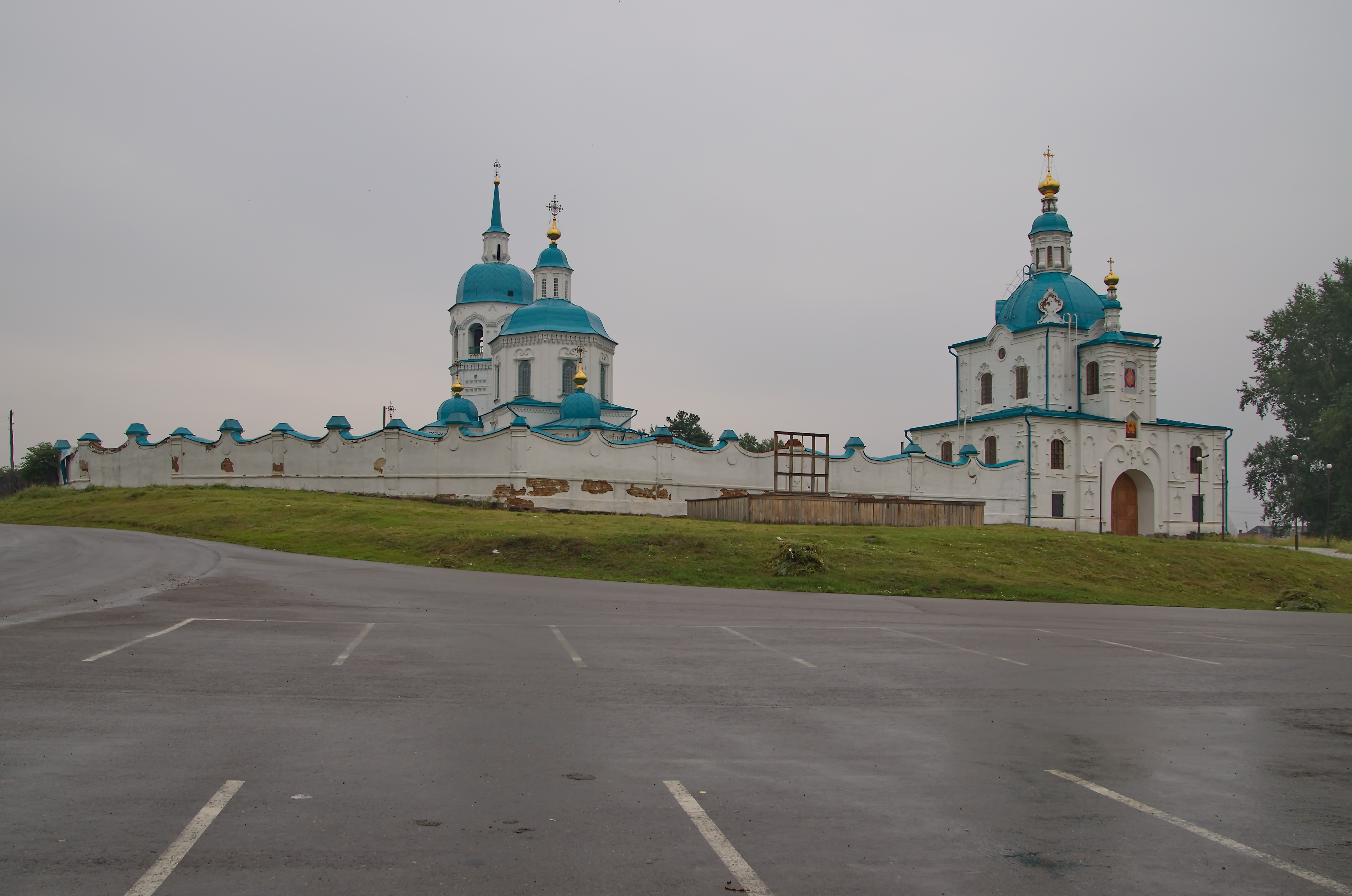
Енисейский Спасский монастырь

С 1836 по 1846 год Илья Егорович Вавилов работал учителем греческого языка в Томском, а потом в Енисейском духовных училищах, был священником и потеряв жену, постригся в монашество 16 февраля 1841 года с именем Илиодора.
Был назначен казначеем Енисейского Спасского монастыря и за отсутствием настоятеля, управлял монастырём.
30 апреля 1850 года Илиодор Вавилов назначен настоятелем Туруханского Свято-Троицкого монастыря.
В 1859 году возведен в сан игумена. Он был общим духовником и благочинным туруханской миссии.
В 1863 году основал при монастыре училище для детей остяков, тунгусов и других инородцев. Он усиленно работал несмотря даже на тяжелую цингу, которой давно страдал.
В 1864 году, совсем ослабев, отказался от всех должностей и поселился в Енисейске в Спасо-Преображенском монастыре, где умер 12 октября 1865 года.
Илиодором Вавиловым было составлено описание монастыря: «Туруханский монастырь, его местоположение, основание и восстановление», помещенное в «Сказании о блаженном Василии Мангазейском» преосвященного епископа енисейского Никодима.